# París-Tours 2013
La París-Tours 2013 fou la 107a edició de la París-Tours. La cursa es disputà el diumenge 13 d'octubre de 2013 sobre un recorregut de 235 km i s'emmarcava dins el calendari de l'UCI Europa Tour 2013.
El vencedor final fou l'alemany John Degenkolb (Argos-Shimano), que s'imposà a l'esprint per davant de Michael Mørkøv (Team Saxo-Tinkoff) i Arnaud Démare (FDJ).

## Equips
L'organitzador Amaury Sport Organisation comunicà la llista dels equips convidats el 6 de setembre de 2013. 25 equips foren els escollits: 13 ProTeams, 9 equips continentals professionals i 3 equips continentals:
| Nom de l'equip          | País          | Codi |
| ----------------------- | ------------- | ---- |
| AG2R La Mondiale        | França        | ALM  |
| Argos-Shimano           | Països Baixos | ARG  |
| Astana Qazaqstan Team   | Kazakhstan    | AST  |
| Belkin Pro Cycling Team | Països Baixos | BEL  |
| BMC Racing Team         | Estats Units  | BMC  |
| Euskaltel–Euskadi       | Espanya       | EUS  |
| FDJ                     | França        | FDJ  |
| Garmin-Sharp            | Estats Units  | GRS  |
| Team Katusha            | Rússia        | KAT  |
| Lotto-Belisol           | Bèlgica       | LTB  |
| Omega Pharma-Quick Step | Bèlgica       | OPQ  |
| Team Saxo-Tinkoff       | Dinamarca     | STB  |
| Vacansoleil-DCM         | Països Baixos | VCD  |

| Nom de l'equip                | País       | Codi |
| ----------------------------- | ---------- | ---- |
| Accent Jobs-Willems Veranda's | Bèlgica    | ACC  |
| Bretagne-Séché Environnement  | França     | BSE  |
| Cofidis                       | França     | COF  |
| Crelan-Euphony                | Bèlgica    | CRE  |
| Team Europcar                 | França     | EUC  |
| IAM Cycling                   | Suïssa     | IAM  |
| MTN-Qhubeka                   | Sud-àfrica | MTN  |
| Sojasun                       | França     | SOJ  |
| Topsport Vlaanderen-Baloise   | Bèlgica    | TSV  |

| Nom de l'equip          | País   | Codi |
| ----------------------- | ------ | ---- |
| BigMat-Auber 93         | França | AUB  |
| La Pomme Marseille      | França | LPM  |
| Roubaix Lille Métropole | França | RLM  |

## Classificació final
| #  | Ciclista                  | Equip                       | Temps      |
| -- | ------------------------- | --------------------------- | ---------- |
| 1  | John Degenkolb (GER)      | Argos-Shimano               | 5h 29' 19" |
| 2  | Michael Mørkøv (DEN)      | Team Saxo-Tinkoff           | m. t.      |
| 3  | Arnaud Démare (FRA)       | FDJ                         | m. t.      |
| 4  | Tyler Farrar (USA)        | Garmin-Sharp                | m. t.      |
| 5  | Michael Van Staeyen (BEL) | Topsport Vlaanderen-Baloise | m. t.      |
| 6  | Heinrich Haussler (AUS)   | IAM Cycling                 | m. t.      |
| 7  | Samuel Dumoulin (FRA)     | AG2R La Mondiale            | m. t.      |
| 8  | Jon Aberasturi (ESP)      | Euskaltel–Euskadi           | m. t.      |
| 9  | Ioánnis Tamourídis (GRE)  | Euskaltel–Euskadi           | m. t.      |
| 10 | Niki Terpstra (NED)       | Omega Pharma-Quick Step     | m. t.      |